# Dennis Magnusson
Dennis Magnusson, född 4 augusti 1968 i Bollebygd, är en svensk dramatiker och manusförfattare.

## Biografi
Magnusson kommer ursprungligen från Bollebygd i Västergötland. Han skriver för både TV, film och teater.
En pjäs som tar avstamp i hans bakgrund är Att döda ett tivoli, som ingick i Backa Teaters Brott & Straff trilogi. Vintern 2009 hade pjäsen 7:3 – Återbesöket urpremiär på Uppsala stadsteater; en pjäs om dramatikern Lars Norén och hans uppmärksammade fängelsepjäs 7:3. Han har skrivit manus till tv-serien 30 grader i februari.och varit dramaturg för filmen Låt den rätte komma in. Magnusson har skrivit manus till den norska långfilmen Flykten från Bastöy (2010), tv-serier som Vänner och fiender (1996), Vita lögner (1997), och Oskyldigt dömd (2008) Jordskott (2015) och radioföljetongen Bollebygd goes armageddon.
År 2014 skrev han pjäsen Kikkiland, som hade premiär på Göteborgs Stadsteater och där artisten och sångerskan Kikki Danielsson spelade en av rollerna.
I februari 2019 hade filmen Lords of chaos premiär i USA som Magnusson skrev tillsammans med regissören Jonas Åkerlund.

## Teaterpjäser
- 2002 – Vi drömmer, vi hoppas
- 2004 – Söndag
- 2006 – Drömmer om att dö (som en svensk med hög cred)
- 2007 – Att döda ett tivoli
- 2008 – Zlatans leende
- 2008 – Jenny from Hörby
- 2009 – Kassett
- 2009 – Vem vakar över oss?
- 2009 – 7:3 Återbesöket
- 2010 – Porslinsnegrer
- 2011 – Eddie 14
- 2011 – Elake Måns (efter Gösta Knutssons Pelle Svanslös)
- 2011 – Den rätte (en fortsättning på Låt den rätte komma in)
- 2012 – Den enfaldige mördaren (efter Hans Alfredsons film)
- 2012 – En dag kommer de att tystna
- 2012 – Kung Markatta
- 2013 – Klass
- 2014 – Losern & skönheten
- 2014 – Stjärnan & odjuret
- 2014 – Kikkiland
- 2014 – De sista trollen
- 2017 – Dylansällskapet
- 2020 – Tennistiden

## Film och TV
- 1996 – Vänner och fiender (TV-serie)
- 1997 – Vita lögner (TV-serie)
- 1999 – Nya tider (TV-serie)
- 1999 – Systrar (kortfilm)
- 2000 – Hotel Seger (TV-serie)
- 2008 – Oskyldigt dömd (TV-serie)
- 2010 – Flykten från Bastöy
- 2015 – Jordskott (TV-serie)
- 2018 – Lords of chaos
- 2020 – Box 21 (TV-serie)
- 2020 – Partisan (TV-serie)
- 2020–2022 – Bäckström (TV-serie)
- 2022 – Cell 8 (TV-serie)
- 2022 – Spelskandalen (TV-serie)
- 2023 – Beck – Quid Pro Quo (TV-serie)

### Dramaturg
- 2005 – Lindansare
- 2008 – Låt den rätte komma in
- 2009 – Metropia
- 2009 – Behandlingen
- 2016 – Under pyramiden
- 2018 – Aniara

## Radio
- 2009 – Bollebygd goes armageddon